# Siteswap
Siteswap är ett noteringssätt inom jonglering. Det används för att beskriva kasttyper och höjder för de objekt man jonglerar med. Siteswap säger dock inget om eventuella variationer av mönster. Som exempel kan nämnas att siteswap inte skiljer på en vanlig kaskad och Mill's Mess. Bägge har samma notering i siteswap.
Siteswap fungerar så att man till varje kasttyp tilldelar ett tal. Ju högre tal desto högre är kastet. Talet beskriver alltså kasthöjden.
För att förstå principen kan man tänka sig att man har en metronom som står och tickar en jämn takt. På varje taktslag kan ett objekt kastas och händerna kastar varannan gång dvs höger, vänster, höger, vänster etc.

## Vad talen betyder i tvåhändig jonglering
Varje tal i en siteswap talar om hur många taktslag senare ett kastat objekt kommer att kastas igen. Det innebär till exempel att höga tal måste kastas högt för att det ska hinna gå tillräckligt många taktslag innan objektet kommer ner för att kastas igen.

### De udda talen
Vad gäller talen som används för att beskriva kasten gäller att jämna tal är kast som kommer att landa i den hand som kastade medan udda tal betecknar kast som går till den andra handen.
I en vanlig 3-bollars kaskad är samtliga kast 3:or. De kastas från ena handen till den andra. I en fembollars kaskad är samtliga kast 5:or och i en sjubollars kaskad är alla kast 7:or. Dessa mönster kan då beskrivas som 3-3-3-3-3-3, 5-5-5-5-5-5 och 7-7-7-7-7. Man föredrar att korta ner beskrivningen till kortast möjliga sekvens så att dessa mönster heter 3, 5 och 7.

### De jämna talen
För att förklara kast med jämna nummer så gäller att om man jonglerar en fyrabollars fontän så är alla kast 4:or och i en sexbollars fontän är alla kast 6:or. Det är alltså samma som att säga att vid jonglering av 3 bollar i en hand så kastar den handen 6:or.
Efter ovanstående beskrivning kan man undra vad man skall ha denna beskrivning till om den bara kan beskriva detta. Det fina är att de enda mönstren som omnämnts ovan är grundmönster och de har använts till att definiera talen i siteswapnotationen. Det nu möjligt att beskriva lite mer komplicerade mönster med hjälp av denna notation.
Med hjälp av kunskapen om vad en 3:a och en 5:a är går det att definiera ett mönster som heter 5-3. Det är ett fyrabollarsmönster där den ena handen kastar höga kast till den andra som kastar låga tillbaka. De höga kasten är lika höga som de i en fembollarskaskad och de låga som i en trebollarskaskad. Helt riktigt är det så att vi kan få reda på hur många bollar som ingår i mönstret genom att räkna ut den genomsnittliga kastvikten. I 5-3 är genomsnittet 4 och alltså är det ett fyrabollarsmönster.

### Talen 0, 1 och 2
Enligt ovan är kastvikterna 3,4,5,6,7,8,9 etc definierade.  För att komplettera notatitionen skall definieras kastvikterna 0,1 och 2 enligt följande.
Då kännetecknar 0 en tom hand dvs en hand som när det blir dess tur att kasta då metronomen slår inte har någon boll att kasta. En 2:a är en hand som håller en boll då metronomen slår för dess kast men handen låter bli att kasta. En 2:a är alltså en hållen boll. En 1:a är en snabb överläggning från en hand till den andra. Notera att dessa noteringar stämmer med genomsnittsprincipen enligt ovan. En serie enligt 0-0-0-0-0 betecknar tomma händer och mönstret innehåller noll objekt. Kontinuerliga 1:or kan man göra med endast ett objekt. Serien 2-2-2-2-2-2 betyder att man håller ett objekt i varje hand och inte kastar något. Det får anses tveksamt huruvida detta kan kallas jonglering i egentlig mening.
Med denna kunskap kan vi nu skriva mer mönster som 3-3-0  som ju är en vanlig kaskad med en saknad boll, alltså har man bara 2 objekt. Mönstret 5-1 är en trebollars shower som är det mönster i vilken bollarna går runt i en "cirkel" dvs det som de som ritar bilder på jonglörer tenderar att avbilda. Av detta mönsters siteswap (5-1) ser vi att det höga kastet skall vara lika högt som om man jonglerade 5 objekt i kaskad. Andra vanliga nybörjarsiteswapmönster är 4-4-1, 4-2-3 och tvåbollarsmönstren 5-0-1 och 3-1.